# Australopithecus deyiremeda
Australopithecus deyiremeda – wymarły ssak naczelny należący do wczesnych człowiekowatych żyjący około 3,3–3,5 miliona lat temu w północnej Etiopii, w podobnym czasie i miejscu co Australopithecus afarensis (gatunek, z którego pochodziła słynna Lucy).
Odkrywca okazów uważa Australopithecus deyiremeda za odrębny gatunek. Jeśli to prawda, istnieje prawdopodobieństwo, iż niektóre skamieniałości zidentyfikowane dawniej jako Australopithecus afarensis w rzeczywistości należą do Australopithecus deyiremeda. Niektórzy antropologowie sugerują, że identyfikacja Australopithecus deyiremeda jako nowego gatunku wymaga większej liczby dowodów od tej zebranej dotychczas.

## Etymologia nazwy
Nazwa „deyiremeda” pochodzi z języka afar i oznacza „bliskiego krewnego”.

## Odkrycie
4 marca 2011 skamieniałości trzech kości szczękowych zostały znalezione w rejonie badań Projektu Paleontologicznego Woranso-Mille umiejscowionego w Afarze w Etiopii, 523 km na północny wschód od Addis Abeby, stolicy Etiopii, oraz 35 km na północ od Hadar (okolica odkrycia Lucy).
Nowe okazy skamieniałości – fragment szczęki, dwie żuchwy i kilka innych części ciała – znaleziono w Burtele, w etiopskim Trójkącie Afarskim, gdzie w 1974 odkryto Lucy. Osady pokrywające kości datowano na 3,3–3,5 miliona lat, czyli okres, w którym Australopithecus afarensis zamieszkiwał ten region. Choć nowe okazy kości szczękowych mają cechy zbliżone do skamieniałości Lucy, zanotowano pewne różnice pomiędzy nimi: zęby Australopithecus deyiremeda były ogólnie mniejsze, kości policzkowe bardziej wypukłe, żuchwa obszerniejsza, a szkliwo zewnętrzne było grubsze w porównaniu do okazów Australopithecus afarensis. Niektóre zęby miały inną budowę korzenia. Wyniki sugerują, że Australopithecus deyiremeda był lepiej przystosowany do twardego, ciężkiego i ściernego pokarmu niż Australopithecus afarensis.

## Znaczenie

### Prawdopodobnie nowy gatunek
Odkrywca Yohannes Haile-Selassie sugeruje, iż Australopithecus deyiremeda najprawdopodobniej był potomkiem Australopithecus afarensis, a być może i przodkiem kladu, do którego należy Homo (rodzaj ludzki) i Paranthropus. Haile-Selassie, który jest również kustoszem antropologii fizycznej w Muzeum Historii Naturalnej w Cleveland i który odkrył skamieniałą dłoń Ardiego, napisał: „Rejon badań Woranso-Mille dostarczył nam ponad sto dwadzieścia skamieniałości wczesnych homininów datowanych na 3,4 – 3,8 miliona lat”. John D. Hawks z Uniwersytetu Wisconsin-Madison stwierdził w New Scientist: „Jeśli Haile-Selassie ma rację, to jedynym rozsądnym wnioskiem byłby fakt, iż pewna część szkieletów zaklasyfikowanych do kości Australopithecus afarensis tak naprawdę należy do innego, nowego gatunku. To oznacza, że wszystko, co zostało napisane o zróżnicowaniu, funkcjonowaniu i anatomii Australopithecus afarensis na podstawie tych fragmentów, musi zostać teraz zakwestionowane”.

### Ostrożne wydawanie opinii
Niektórzy antropologowie zażądali większej liczby dowodów, zanim ogłosi się Australopithecus deyiremeda nowym gatunkiem. Carol Ward z Uniwersytetu Missouri, Columbia, powiedział, iż skamieniałości „rzeczywiście są dalekie od zakresu zróżnicowania jakiegokolwiek gatunku opisanego do tej pory”, jednakże niezbędnych będzie więcej okazów, by móc dokonać odpowiedniego porównania. Tim D. White twierdzi, że potrzebnych jest więcej dowodów, zanim dojdzie się do wniosku, iż skamieniałości są czymś więcej niż tylko znacznie zróżnicowanymi okazami Australopithecus afarensis. William Kimbel, paleoantropolog Arizona State University, mówi, że różnice pomiędzy tymi skamielinami a Australopithecus afarensis „są bardzo subtelne”.